# 新撰讃美歌
新撰讃美歌（しんせんさんびか）は、1888年に出版された讃美歌集。

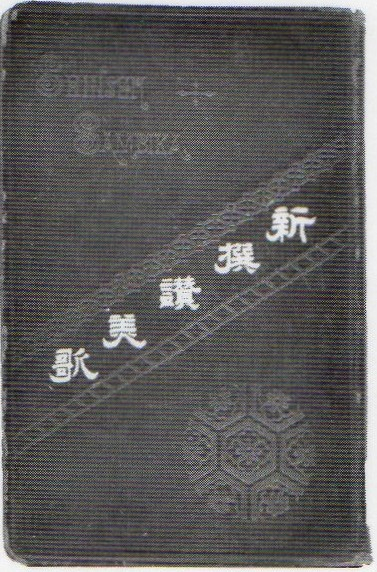

1886年の春、日本基督一致教会と日本組合基督教会が選任した委員によって編集されたものである。日本基督一致教会からは植村正久、奥野昌綱、グイド・フルベッキ、日本組合基督教会からは松山高吉、宮川経輝、田村初太郎を委員とした。
翌年、東京の福音同盟会はこの動きに賛同し、この賛美歌によって、全国のキリスト教教会で用いられている讃美歌を同一することを望んだ。
おもな著作編纂に従事したのは、松山高吉、植村正久、奥野昌綱の三人であり、楽譜を付けたのはもっぱらオルチンである。

## 書誌情報
- 讃美歌委員編輯『新撰讃美歌』警醒社、1888年4月　※歌詞のみ
- 讃美歌委員編輯『新撰讃美歌』植村正久、奥野昌綱、松山高吉、1890年12月　※楽譜付き
- 『SHINSEN SAMBIKA』1890年　※英語
- 讃美歌委員編輯『新撰讃美歌 ソルファー譜附』植村正久、奥野昌綱、松山高吉、1891年10月　※ソルファー譜付き

## 関連文献
- 戸川残花著『新撰讃美歌てびき』警醒社書籍部、1891年4月